# Тиаго Барбоса
Тиаго Барбоса Фигейредо (на португалски: Tiago Barbosa Figueiredo) е бразилски футболист, който играе на поста централен защитник. Състезател на Фигейренсе.

## Кариера
Барбоса е юноша на Интернасионал. Дебютира за мъжкия отбор на 2 март 2021 г. при победата с 1:0 като домакин на Жувентуде.

### ЦСКА 1948
На 23 юни 2022 г. Тиаго подписва с ЦСКА 1948. Прави дебюта си на 7 юни 2023 г. при равенството 0:0 като домакин на Локомотив (Пловдив).

## Национална кариера
На 27 април 2016 г. Барбоса дебютира за националния отбор на Бразилия до 15 г. в приятелска среща с националния отбор на САЩ до 16 г., завършила при резултат 1:2 в полза на "янките".